# Mykoła Korynewski
Mykoła Antonowycz Korynewski (ukr. Микола Антонович Кориневський, ur. 18 stycznia 1948 w Mołczanowie, zm. 11 sierpnia 2020) – ukraiński fizyk, dr hab., profesor Uniwersytetu Szczecińskiego.

## Życiorys
W 1970 ukończył studia na Uniwersytecie Lwowskim. W latach 1972–2011 zatrudniony we lwowskim Instytucie Fizyki Materii Skondensowanej. W 1977 roku uzyskał stopień kandydata nauk fizyczno-matematycznych ze specjalnością fizyka teoretyczna. Od 1997 roku doktor, a od 2011 – profesor. Był zatrudniony na stanowisku profesora nadzwyczajnego w Instytucie Fizyki na Uniwersytecie Szczecińskim.
Zmarł 11 sierpnia 2020.